# Basketball Club Žalgiris 2022-2023
Questa voce raccoglie le informazioni riguardanti il Basketball Club Žalgiris nelle competizioni ufficiali della stagione 2022-2023.

## Stagione
La stagione 2022-2023 del Basketball Club Žalgiris è la 30ª nel massimo campionato lituano di pallacanestro, la Lietuvos krepšinio lyga.

## Roster
Aggiornato al 23 agosto 2022.
| Žalgiris Kaunas 2022-23 | Žalgiris Kaunas 2022-23 |
| Giocatori               | Staff tecnico           |
| ----------------------- | ----------------------- |

| N. | Naz.                                                   | Ruolo | Nome                 | Anno | Alt.   | Peso   |  |
| -- | ------------------------------------------------------ | ----- | -------------------- | ---- | ------ | ------ |  |
| 1  | Stati Uniti (bandiera)                                 | P     | Isaiah Taylor        | 1994 | 188 cm | 77 kg  |  |
| 2  | Stati Uniti (bandiera)                                 | P     | Keenan Evans         | 1996 | 191 cm | 86 kg  |  |
| 3  | Lituania (bandiera)                                    | PG    | Dovydas Giedraitis   | 2000 | 193 cm | 90 kg  |  |
| 4  | Lituania (bandiera)                                    | P     | Lukas Lekavičius     | 1994 | 180 cm | 76 kg  |  |
| 7  | Lituania (bandiera)                                    | P     | Kajus Kublickas      | 2004 | 186 cm |        |  |
| 8  | Stati Uniti (bandiera) · Rep. Centrafricana (bandiera) | C     | Kevarrius Hayes      | 1997 | 206 cm | 103 kg |  |
| 9  | Lituania (bandiera)                                    | P     | Mantas Kalnietis     | 1986 | 195 cm | 92 kg  |  |
| 10 | Lettonia (bandiera)                                    | AG    | Rolands Šmits        | 1997 | 208 cm | 107 kg |  |
| 14 | Lituania (bandiera)                                    | C     | Motiejus Krivas      | 2004 | 215 cm | 110 kg |  |
| 15 | Lituania (bandiera)                                    | C     | Laurynas Birutis     | 1997 | 213 cm | 110 kg |  |
| 16 | Lituania (bandiera)                                    | G     | Karolis Lukošiūnas   | 1997 | 195 cm | 87 kg  |  |
| 17 | Lituania (bandiera)                                    | AP    | Iggy Brazdeikis      | 1999 | 199 cm | 100 kg |  |
| 25 | Italia (bandiera)                                      | AG    | Achille Polonara     | 1991 | 203 cm | 90 kg  |  |
| 33 | Lituania (bandiera)                                    | G     | Tomas Dimša          | 1994 | 196 cm | 84 kg  |  |
| 34 | Stati Uniti (bandiera)                                 | AG    | Tyler Cavanaugh      | 1994 | 206 cm | 107 kg |  |
| 45 | Lituania (bandiera)                                    | GA    | Liutauras Lelevičius | 2003 | 201 cm | 82 kg  |  |
| 51 | Lituania (bandiera)                                    | AP    | Arnas Butkevičius    | 1992 | 197 cm | 94 kg  |  |
| 92 | Lituania (bandiera)                                    | AP    | Edgaras Ulanovas (C) | 1992 | 199 cm | 99 kg  |  |

| Allenatore |
| - Kazys Maksvytis |
| Assistente/i |
| - Evaldas Beržininkaitis - Gintaras Krapikas - Tautvydas Sabonis Legenda - (C) Capitano - (IN) Inattivo - Infortunato Roster |

## Mercato

### Sessione estiva
| Acquisti | Acquisti           | Acquisti         | Acquisti      | Acquisti |
| R.a      | Nome               | da               | Modalità      |          |
| -------- | ------------------ | ---------------- | ------------- | -------- |
| P        | Keenan Evans       | Maccabi Tel Aviv | svincolato    |          |
| PG       | Dovydas Giedraitis | Estudiantes      | svincolato    |          |
| G        | Tomas Dimša        | Universo Treviso | fine prestito |          |
| AP       | Iggy Brazdeikis    | Orlando Magic    | svincolato    |          |
| AP       | Arnas Butkevičius  | Rytas Vilnius    | svincolato    |          |
| AG       | Paulius Murauskas  | Nevėžis          | fine prestito |          |
| AG       | Rolands Šmits      | Barcellona       | svincolato    |          |
| C        | Laurynas Birutis   | Obradoiro        | svincolato    |          |

| Cessioni | Cessioni            | Cessioni         | Cessioni       | Cessioni |
| R.       | Nome                | a                | Modalità       |          |
| -------- | ------------------- | ---------------- | -------------- | -------- |
| PG       | Jānis Strēlnieks    | AEK Atene        | fine contratto |          |
| PG       | Tai Webster         | Socar Petkimspor | fine contratto |          |
| G        | Artūras Milaknis    | Free agent       | fine contratto |          |
| G        | Mantas Rubštavičius | Lietkabelis      | fine contratto |          |
| AP       | Niels Giffey        | Free agent       | fine contratto |          |
| AG       | Paulius Jankūnas    |                  | ritirato       |          |
| AG       | Regimantas Miniotas | Wolves           | fine contratto |          |
| AG       | Paulius Murauskas   | Lietkabelis      | fine contratto |          |
| C        | Marek Blaževič      | Obradoiro        | fine contratto |          |
| C        | Joffrey Lauvergne   | ASVEL            | fine contratto |          |
| C        | Josh Nebo           | Maccabi Tel Aviv | fine contratto |          |

### Dopo l'inizio della stagione
| Acquisti | Acquisti         | Acquisti     | Acquisti       | Acquisti   |
| R.       | Nome             | da           | Data           | Modalità   |
| -------- | ---------------- | ------------ | -------------- | ---------- |
| P        | Isaiah Taylor    | Anadolu Efes | 6 gennaio 2023 | svincolato |
| AG       | Achille Polonara | Anadolu Efes | 7 gennaio 2023 | svincolato |

| Cessioni | Cessioni         | Cessioni | Cessioni        | Cessioni |
| R.       | Nome             | a        | Data            | Modalità |
| -------- | ---------------- | -------- | --------------- | -------- |
| P        | Mantas Kalnietis |          | 29 gennaio 2023 | ritirato |